# Осиновое (озеро, Серовский муниципальный округ)
Осиновое (Круглое) — озеро в Серовском городском округе Свердловской области, старица реки Сосьвы, место произрастания редких растений. Находится в окрестностях города Серова, в 0,5 км южнее железнодорожной станции Урай и левобережной части посёлка Нижняя Пристань. Площадь 60 га. Гидрологический и ботанический памятник природы.

## Описание
Озеро-старица находится в долине реки Сосьвы, на левом берегу. Постоянного стока в реку не имеет. По форме озеро С-образное, почти замкнутая окружность. Общая длина более 2,5 км, ширина 50 — 70 м. Глубина достигает 2 м. Вода чистая с тёмным оттенком. Берега в большей части заболоченные, поросли осокой, тростником и камышом. Растёт также ирис сибирский (включён в Красную книгу Свердловской области), который находится здесь на западном пределе своего ареала. В воде заросли кубышки жёлтой и кувшинки снежно-белой, также включённых в Красную книгу. На «полуострове» в центральной части круга, образуемого озером — смешанный лес, осиново-берёзовый с участием сосны.

## Охранный статус
Озеро является гидрологическим и ботаническим памятником природы. Взято под охрану Решением Свердловского областного исполнительного совета народных депутатов от 30.06.83 г. № 286 «О мерах по устранению недостатков в охране памятников природы области» (в списке памятников № 393). Охраняемая площадь 60 га. В действующем Постановлении Правительства Свердловской области от 17.01.2001 № 41-ПП. и Паспорте памятника ошибочно указано местоположение «в 0,5 км восточнее посёлка Филькино».